# Megumi Torigoe
Megumi Torigoe er en tidligere japansk fodboldspiller. Hun har tidligere spillet for Japans kvindefodboldlandshold.

## Japans fodboldlandshold
| Japans landshold | Japans landshold | Japans landshold |
| År               | Kmp              | Mål              |
| ---------------- | ---------------- | ---------------- |
| 1999             | 5                | 0                |
| 2000             | 2                | 0                |
| 2001             | 1                | 0                |
| Total            | 8                | 0                |